# E264
E264 är en europaväg som går följande sträckning:
Jõhvi – Tartu – Valga – (gräns Estland-Lettland) – Valka – Valmiera – Incukalns
Sträckan är 340km lång och går i Estland och Lettland.

Den ansluter till E20 (vid Jõhvi, nära Narva), E263 (vid Tartu) och E77 (vid Incukalns, nära Riga).
Vägen har under 2006 föreslagits av Estland och Lettland att bli ny europaväg.
Den beslutades i UNECE oktober 2006 och infördes i slutet 2007. Se  och 